# Douglas Houghton Campbell

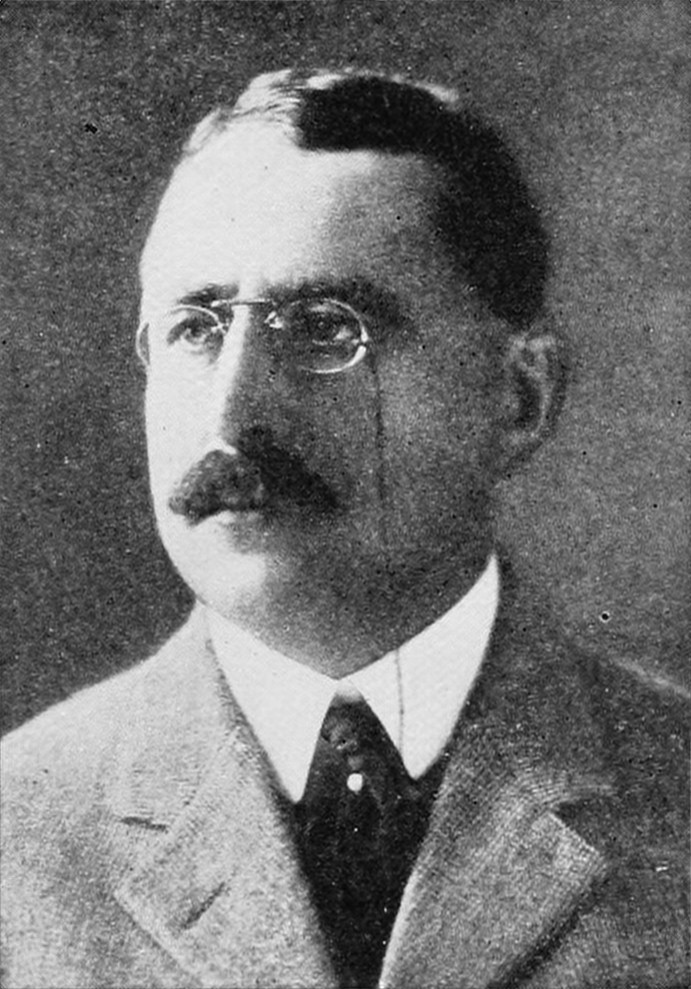
Douglas H. Campbell 1922

Douglas(s) Houghton Campbell (* 16. Dezember 1859 in Detroit, Michigan; † 23. Februar 1953 in Palo Alto, Kalifornien) war ein US-amerikanischer Botaniker an der Stanford University.
Sein botanisches Autorenkürzel lautet „Campb.“.
Campbells Vater, James Valentine Campbell, war Richter am Supreme Court von Michigan. Douglas Campbell studierte an der University of Michigan, unter anderem bei Volney Spalding, wo er sich besonders für die botanischen Arbeiten von Wilhelm Hofmeister interessierte. Campbell erwarb 1882 einen Master und arbeitete anschließend einerseits als Dozent an der Detroit High School, andererseits erwarb er an der University of Michigan noch einen Ph.D. (1986). Mit seinen Ersparnissen finanzierte er eine zweijährige Reise nach Europa, wo er unter anderem Assistent bei Eduard Strasburger in Bonn und bei Wilhelm Pfeffer in Tübingen war.
Nach einer ersten Professur für Botanik an der Indiana University Bloomington (1888–1891) ging Campbell an die neugegründete Stanford University in Palo Alto, Kalifornien, wo er die Abteilung für Botanik aufbaute und leitete.
Douglas Campbell galt als Autorität auf dem Gebiet der Morphologie und des Lebenszyklus von Farnen, Laubmoosen und Lebermoosen, sowie der geographischen Verbreitung von Pflanzen. Sein Buch The Structure and Development of Mosses and Ferns (1895), das er während eines einjährigen Studienaufenthaltes am British Museum of Natural History fertigstellte, galt lange Jahre als Standardwerk und erlebte zwei Neuauflagen (1905 und 1918). Zahlreiche, zum Teil mehrjährige Forschungsreisen führten ihn unter anderem nach Hawaii, Jamaika, Europa, Neuseeland und Australien, Südafrika, Ostindien, Japan, auf die Westindischen Inseln und in den Mittelmeerraum. Die meisten Proben fand er im Botanischen Garten von Buitenzorg (Kebun Raya Bogor).
Campbell vertrat die These, dass Gefäßpflanzen an Land entstanden seien – als Nachfahren eines primitiven Mooses, eines ausgestorbenen Mitglieds der Klasse der Psilopsida (ein heute obsoleter Begriff).
Campbell war seit 1888 Fellow der American Association for the Advancement of Science, seit 1898 Mitglied der American Academy of Arts and Sciences und seit 1910 sowohl der National Academy of Sciences als auch der American Philosophical Society. 1913 war er Präsident der Botanical Society of America. 1916 wurde er zum Ehrenmitglied (Honorary Fellow) der Royal Society of Edinburgh gewählt.
Douglas Houghton Campbell wohnte gemeinsam mit dem Mathematiker Robert Edgar Allardice (1862–1928) auf dem Universitätsgelände in Palo Alto. Beide waren unverheiratet und kinderlos.